# (1106) Cydonia
(1106) Cydonia es el asteroide número 1106 situado en el cinturón principal. Fue descubierto por el astrónomo Karl Wilhelm Reinmuth desde el observatorio de Heidelberg, el 5 de febrero de 1929. Su designación alternativa es 1929 CW. Está nombrado por la Cydonia, un género de plantas de la familia de las rosáceas.